# Кавалирио
Кавалирио (итал. Cavallirio) је насеље у Италији у округу Новара, региону Пијемонт.
Према процени из 2011. у насељу је живело 1115 становника. Насеље се налази на надморској висини од 363 м.

## Становништво
| 1936. | 1951. | 1961. | 1971. | 1981. | 1991. | 2001. | 2011. |
| ----- | ----- | ----- | ----- | ----- | ----- | ----- | ----- |
| 1.126 | 1.040 | 1.062 | 1.023 | 980   | 1.012 | 1.213 | 1.249 |